# Centaur Motor Vehicle Company
Centaur Motor Vehicle Company war ein US-amerikanischer Hersteller von Automobilen.

## Unternehmensgeschichte
Das Unternehmen wurde im Frühling 1902 gegründet. Der Sitz war in Buffalo im US-Bundesstaat New York. Beteiligt waren Fisher Atherton, J. C. Eccleston und H. C. Wilcox. Sie stellten Automobile her, die als Centaur vermarktet wurden. 1903 endete die Produktion. Insgesamt wurden nur wenige Fahrzeuge verkauft. Danach war das Unternehmen als Autohandel für Cadillac und Yale sowie als Werkstatt aktiv. Es ist nicht bekannt, wann es aufgelöst wurde.

## Fahrzeuge
Eine Baureihe hatte Ottomotoren mit wahlweise 5 oder 6 PS Leistung. Sie wurden als Runabout für 700 US-Dollar und als leichte Tourenwagen für 800 Dollar angeboten.
Daneben gab es Elektroautos. Für sie waren 24 km/h Höchstgeschwindigkeit und 96 km Reichweite angegeben. Sie kosteten 850 Dollar.